# Euphorbia brittingeri
Euphorbia brittingeri es una especie fanerógama perteneciente a la familia de las euforbiáceas.

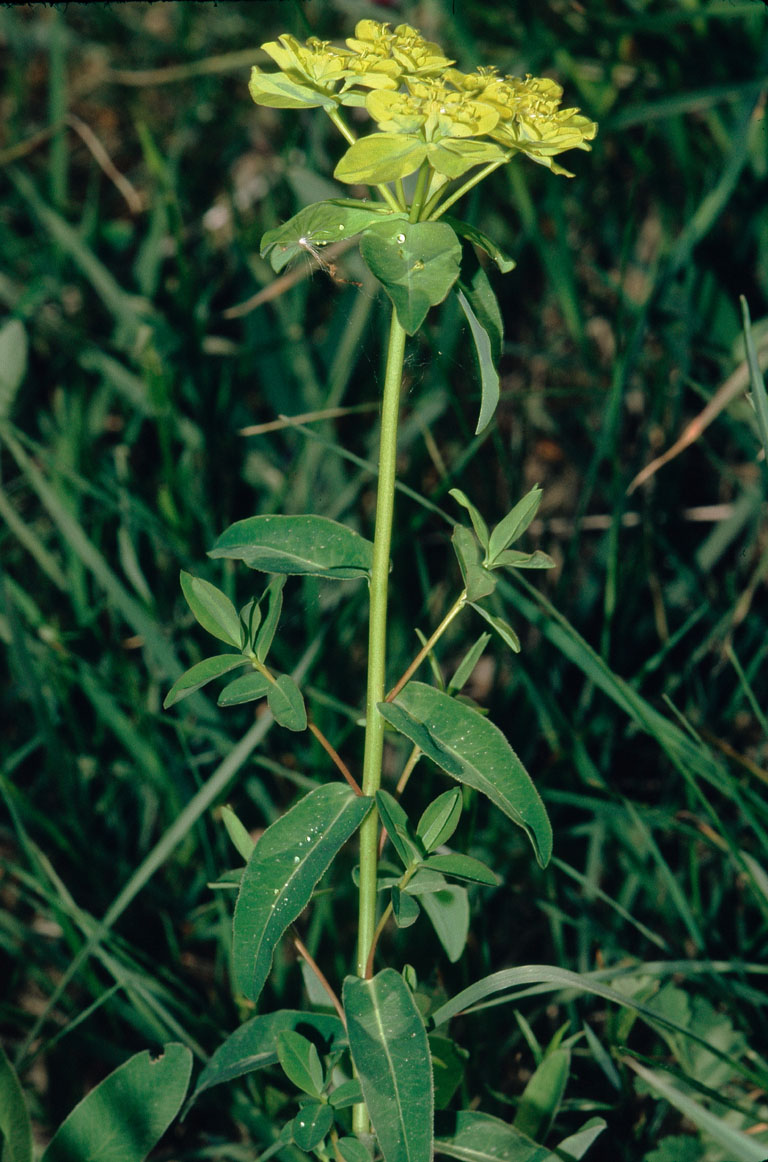

En The Plant List y Kew la consideran un sinónimo de Euphorbia verrucosa

## Descripción
Es una especie muy relacionada con Euphorbia flavicoma DC., con el que a veces se ha confundido -habiéndose ampliado erróneamente su área de distribución-, y al que algunos autores consideran subordinado. Se diferencia fundamentalmente por sus tallos glabros, herbáceos o poco lignificados, hojas más grandes y anchas, cápsula con verrugas digitiformes o subcónicas y semillas ligeramente rugosas y finamente punteadas.

## Distribución
Es un endemismo europeo que se distribuye por el centro, oeste y sur del continente, desde el cuadrante NE de la península ibérica hasta el N de los Balcanes. En España se encuentra dispersa por el Alto Pirineo y Prepirineo, enrareciéndose hacia el Sur.

## Hábitat
Ocupa orlas de bosques caducifolios que presenta cierta humedad edáfica, bosques de ribera, prados y herbazales húmedos, etc. Sobre suelos preferentemente calizos, aunque sin desdeñar los suelos ácidos. Se encuentra en alturas de 500 a 1600 m s. n. m. Florece en primavera y comienzos del verano.

## Taxonomía
Euphorbia brittingeri fue descrita por Opiz ex Samp. y publicado en Herbário Português 2: 5. 1914.
Etimología
Euphorbia: nombre genérico que deriva del médico griego del rey Juba II de Mauritania (52 a 50 a. C. - 23), Euphorbus, en su honor – o en alusión a su gran vientre – ya que usaba médicamente Euphorbia resinifera. En 1753 Carlos Linneo asignó el nombre a todo el género.
brittingeri: epíteto latino que significa "con pequeños cuernos".
Sinonimia
- Tithymalus verrucosus (L.) Hill (1768).
- Galarhoeus verrucosus (L.) Haw. (1812).
- Euphorbia flavicoma subsp. verrucosa (L.) Breistr. (1981), nom. illeg.
- Euphorbia verrucosa L. basónimo
- Euphorbia ericetorum Zumagl. (1860).
- Euphorbia epithymoides var. verrucosa Fiori in A.Fiori & al. (1901).
- Tithymalus brittingeri (Opiz ex Samp.) (1970).
- Euphorbia flavicoma subsp. verrucosa (Fiori) Pignatti (1973).
- Euphorbia flavicoma subsp. brittingeri (Opiz ex Samp.) O.Bolòs & Vigo (1974).
- Tithymalus flavicomus subsp. brittingeri (Opiz ex Samp.) Soják (1979 publ. 1980).
- Tithymalus ericetorum (Zumagl.) Soják (1980 publ. 1981).[5][6]

## Nombre común
- Castellano: lechetrezna verrugosa, mata verrugosa.[7]